# Ибаретама
Ибаретама (порт. Ibaretama) — муниципалитет в Бразилии, входит в штат Сеара. Составная часть мезорегиона Сертойнс-Сеаренсис. Входит в экономико-статистический микрорегион Сертан-ди-Кишерамобин. Население составляет 13 380 человек на 2006 год. Занимает площадь 877,25 км². Плотность населения — 15,2 чел./км².
Праздник города — 8 мая.

## История
Город основан 8 мая 1988 года.

## Статистика
- Валовой внутренний продукт на 2003 составляет 23.401.029,00 реалов (данные: Бразильский институт географии и статистики).
- Валовой внутренний продукт на душу населения на 2003 составляет 1.788,52 реалов (данные: Бразильский институт географии и статистики).
- Индекс развития человеческого потенциала на 2000 составляет 0,597 (данные: Программа развития ООН).

## География

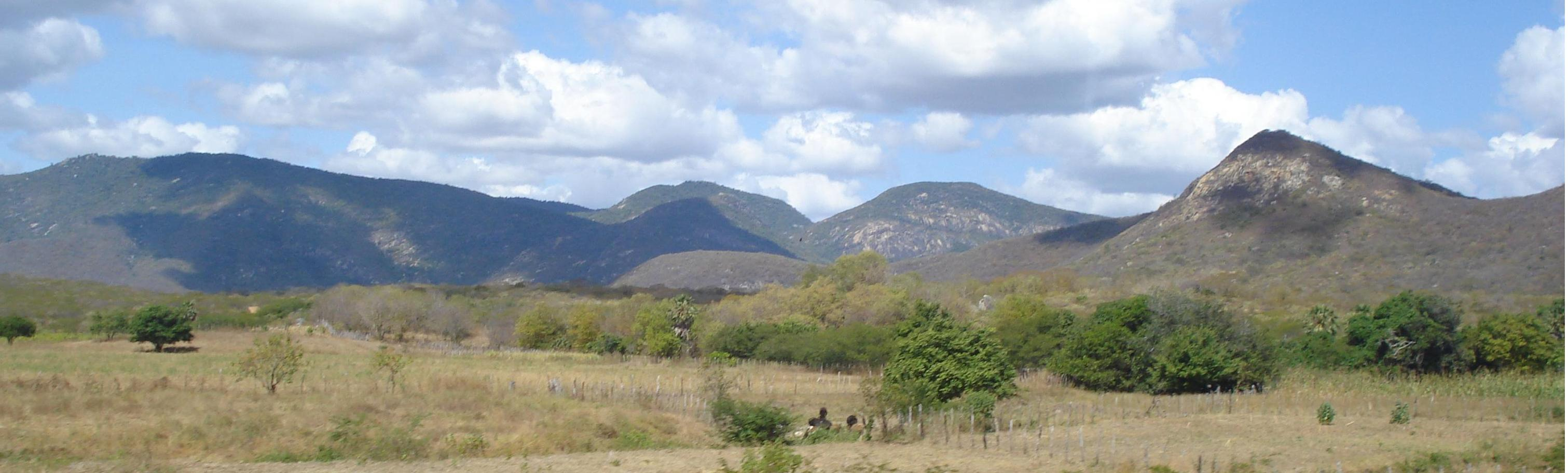

Климат местности: полупустыня.